# Playa de Zahara
La playa de Zahara se extiende desde Zahara de los Atunes (Barbate) hasta el cabo de Plata, tomando el nombre de playa de Atlanterra al entrar en el término municipal de Tarifa (provincia de Cádiz, Andalucía, España).

## Descripción
Con unos 1600 metros de longitud y 70 de ancho, esta playa es famosa por sus bellas puestas de sol.
La playa de Zahara de los Atunes presenta durante los meses de verano una alta afluencia de turistas, por lo que presta servicios de equipo de vigilancia, señalización de peligro, Policía Local, Cruz Roja y salvamento marítimo.

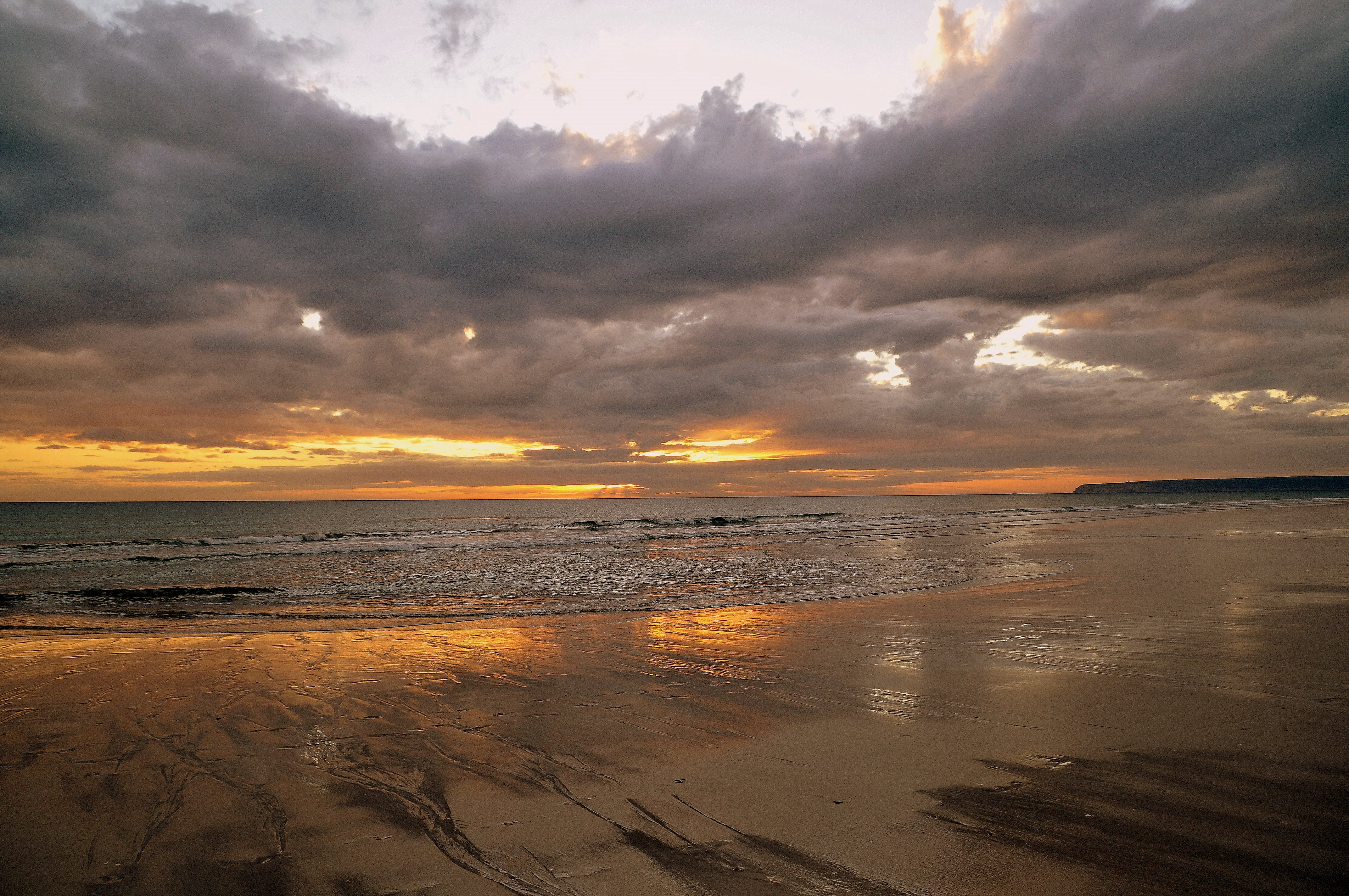
Vista de la playa al anochecer.